# Mihaela Tivadar
Maria Mihaela Tivadar (n. 14 iunie 1982, Câmpia Turzii) este o jucătoare profesionistă de handbal din România și fostă componentă a echipei naționale de handbal feminin a României. În prezent evoluează la clubul Corona Brașov.